# ماشین راستگرد خواندنی تورینگ
ماشین راستگردخواندنی توریگ (به انگلیسی: Read-only right moving Turing machines) نوعی خاص از ماشین تورینگ است.

## تعریف
برای تعریف باید از ۷فاکتور نامحدود استفاده میکنیم.
{\displaystyle M=\langle Q,\Gamma ,b,\Sigma ,\delta ,q_{0},F\rangle } 
که در آن:
- {\displaystyle Q} حالتی محدودی از وضیعت هاست.
- {\displaystyle \Gamma } مجموعه متناهی از سمبل ها و نمادهاست.
- {\displaystyle b\in \Gamma } نماد صفر(تنها نمادی که امکان اتفاق افتادنش به طور نامحدود حتی طی محاسبات هست. )
- {\displaystyle \Sigma } یک زیر مجموعه از {\displaystyle \Gamma } که شامل نماد های ورودی جز b هست.
- {\displaystyle \delta :Q\times \Gamma \rightarrow Q\times \Gamma \times \{R\}} تابعی به نام تابع انتقال هست ،و R راستگرد است.
- {\displaystyle q_{0}\in Q} حالت اولیه است.
- {\displaystyle F\subseteq Q} وضیعت نهایی یا حالت پذیرفته شده است.

## مثالی از ماشین راستگرد خواندنی تورینگ
{Q = { A، B، C، HALT
b = 0 = blank

Σ = {\displaystyle \varphi }, empty set

δ = see state-table below

F = the one element set of final states HALT

جدول وضیعت برای ماشین فقط خواندنی با 3 حالت و 2 نماد
|                   | Current state A: |            |             | Current state B: |            |             | Current state C: |            |             |
|                   | Write symbol:    | Move tape: | Next state: | Write symbol:    | Move tape: | Next state: | Write symbol:    | Move tape: | Next state: |
| tape symbol is 0: | 1                | R          | B           | 1                | R          | A           | 1                | R          | B           |
| tape symbol is 1: | 1                | R          | C           | 1                | R          | B           | 1                | N          | HALT        |